# 阿扎茲加
阿扎兹加（阿拉伯语：‎），阿尔及利亚东北部城市，提济乌祖省的市镇，同时也是阿扎兹加区的政府驻地，其城市面积为77.05平方公里，2008年4月14日年的人口数量为34,683人，是该区人口最多的城市。

## 地名
“贝尼”一名来源于卡拜尔语单词，意为“聋哑人”，亦有人认为其来源于法语单词“soumettre”，后者可能与当地居民在法国殖民时期无条件接受投降有关。

## 历史
阿扎兹加位于卡比利亚地区中部，历史上长期为一处普通村落，法国殖民时期，当地因地方黑帮艾哈迈德·赛义德·欧·阿卜杜恩而闻名。2001年4月，阿扎兹加发生卡拜尔人独立游行，引发阿尔及利亚政府的镇压，造成128人遇难。

## 地理
阿扎兹加位于阿尔及利亚东北部，提济乌祖省东部，距离阿尔及尔128公里，距离提济乌祖市中心大约33公里。
阿扎兹加市区位于一处丘陵之中，地势崎岖。
阿扎兹加属于带有山地及沙漠特征的地中海气候，距离阿扎兹加最近的气象站位于提济乌祖境内。

## 人口
根据阿尔及利亚统计部门2008年的数据，阿扎兹加市镇范围内的合法居民数量为21,551。
| 年份   | 1977   | 1987   | 1998   | 2008   |
| ------ | ------ | ------ | ------ | ------ |
| 人口數 | 16,556 | 25,670 | 30,911 | 34,683 |

## 交通
提济乌祖省的多条省道在此交汇，其市区北部建有外绕过境快速通道。当地有私人客运公司提供前往省会提济乌祖的巴士。

## 社会
阿扎兹加医院（‎）是当地的一个区域性医疗机构。
阿扎兹加青年体育队（Jeunesse Sportive d'Azazga）是一支地方性的足球队，成立于1946年，2021至2022赛季参加提济乌祖省足球联赛。